# Service-level objective
Un service-level objective (SLO), en français « objectif de niveau de service », est un élément clé de l'accord de niveau de services (service level agreement, SLA) entre un fournisseur de service et un client. Un SLO est considéré comme un moyen de mesurer la performance du fournisseur de service et d’éviter les conflits entre les deux parties, issus d’un malentendu.
L'utilisation des SLA et celle des SLO sont souvent confondues. Le SLA est le contrat dans sa globalité : il spécifie quel service doit être fourni, comment il est maintenu, les temps, les lieux, les coûts, la performance et les responsabilités des parties impliquées. Les SLO sont des caractéristiques spécifiques et mesurables des SLA, comme la disponibilité, la fréquence, le temps de réponse ou encore la qualité.
Un SLO peut être composé d'une ou plusieurs mesures de qualité de service (QoS). Par exemple, un SLO de disponibilité peut dépendre de plusieurs composants, chacun faisant l’objet d’une mesure de QoS de disponibilité propre. La combinaison de toutes ces mesures de qualité de service dans un SLO dépendra de la nature et de l'architecture du service.
Dans Foundations of Service Level Management, Rick Sturm et Wayne Morris concluent que les SLO doivent être :
- atteignables
- répétables
- mesurables
- compréhensibles
- significatifs
- contrôlables
- abordables
- mutuellement acceptables.

Les SLO sont généralement spécifiés en termes de valeur de réussite ou de niveau de service, d’objectif, de période, de lieu et de méthode de mesure. Par exemple, 90 % des appels au centre d'assistance devront être traités en moins de 20 secondes. La mesure sera étendue sur une période de plus d'un mois grâce au ACD/CCD (automatic call distributor/call center distributor). Les résultats peuvent être donnés en pourcentage du temps pour lequel l'objectif visé a été atteint par rapport à l'objectif réel. Une restitution peut ainsi indiquer que 50 % des appels ont été traités dans l'objectif des 90 % en moins de 20 secondes.